# Thorsten Weidner
Thorsten Weidner (* 29. Dezember 1967 in Lauda) ist ein ehemaliger deutscher Fechter, der für den Fecht-Club Tauberbischofsheim antrat. 1989 war er Deutscher Einzelmeister mit dem Florett. Bei den Olympischen Spielen 1992 gewann er Gold mit der Mannschaft. 

## Leben
Thorsten Weidner startete für den Fecht-Club Tauberbischofsheim und besuchte die Kaufmännische Schule Tauberbischofsheim. Nachdem er bei der Fechtweltmeisterschaft 1985 und bei der Fechtweltmeisterschaft 1986 mit der Mannschaft nach Finalniederlagen gegen die Italiener Silber gewonnen hatte, wurde die Mannschaft 1987 in der Besetzung Mathias Gey, Matthias Behr, Klaus Reichert, Ulrich Schreck und Thorsten Weidner Weltmeister gegen Frankreich. Mit Thomas Endres statt Klaus Reichert gewann die Mannschaft Silber bei den Olympischen Spielen 1988 in Seoul, als man der Mannschaft aus der Sowjetunion im Finale unterlag.
Es folgte Mannschaftssilber bei der Fechtweltmeisterschaft 1989 gegen die Sowjetunion. Bei der Fechtweltmeisterschaft 1990 wurde Thorsten Weidner Vierter sowohl in der Einzel- als auch in der Mannschaftswertung. Ein Jahr später verlor die deutsche Mannschaft im Finale gegen die Kubaner. Im Einzelfinale verlor Thorsten Weidner gegen seinen Mannschaftskameraden Ingo Weißenborn.
Bei den Olympischen Spielen 1992 in Barcelona gewann Thorsten Weidner mit der Mannschaft Gold zusammen mit den beiden Bonnern Alexander Koch und Ulrich Schreck, sowie mit den Tauberbischofsheimern Udo Wagner und Ingo Weißenborn. Dafür erhielt er am 23. Juni 1993 das Silberne Lorbeerblatt.
Bei der Fechtweltmeisterschaft 1993 gewann die Mannschaft mit Uwe Römer statt Ulrich Schreck den Weltmeistertitel. Ein Jahr später gewann Weidner Bronze in der Einzelwertung. Im WM-Finale mit der Mannschaft unterlag die deutsche Mannschaft den Italienern.

## Auszeichnungen
- Träger des Silbernen Lorbeerblattes